# توتزی ۶۰۱۱
سیارک ۶۰۱۱ (به انگلیسی: 6011 Tozzi، نامگذاری:1990QU5) شش هزار و یازدهمین سیارک کشف شده‌است که در ۲۹ اوت ۱۹۹۰ کشف شد.
قدر مطلق سیارک برابر ۱۳٫۰۰ است.